# Samenwerkende Hulporganisaties

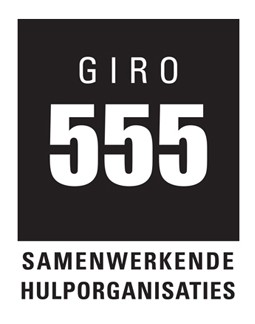
Giro555.

De Samenwerkende Hulporganisaties (SHO), bekend als Giro555, ook geschreven Giro 555, is een Nederlands samenwerkingsverband om humanitaire hulp te geven aan mensen in rampgebieden. Het zamelt centraal donaties in op bankrekeningnummer NL08 INGB 0000 0005 55, het vroegere giro 555. Het publiek wordt geïnformeerd over de noodsituatie en de hulp die wordt gegeven. Acties van de SHO, waarbij het rekeningnummer wordt opengesteld gaan vaak gepaard met een Landelijke Actiedag. Op deze dag worden op alle commerciële radio- en televisiezenders speciale programma's uitgezonden die in het teken staan van de rampen waarvoor de acties bestemd zijn. De radiozenders werken op deze dag soms samen als Radio 555. Hierbij kunnen mensen dan vaak naar een speciaal nummer bellen om een donatie te doen. Op de radiozenders kunnen tijdens de Landelijke Actiedag verzoeknummers worden aangevraagd voor een donatie, zoals bij Serious Request. De Landelijke Actiedag vindt plaats in het Nederlands Instituut voor Beeld en Geluid in Hilversum. Daarnaast worden er tijdens reclameblokken speciale spotjes uitgezonden en zijn er speciale reclameposters te vinden in abri's van bus- of tramhaltes, metrostations en op billboards. Ook de landelijke voetbalcompetities voeren actie als giro 555 wordt opengesteld. Zo wordt er in het speelweekend na de ramp voorafgaand aan alle wedstrijden 1 minuut stilte gehouden voor de slachtoffers van de ramp in kwestie en verschijnt in de stadions op de reclameborden en de schermen een melding om te doneren op het gironummer. Dit gebeurt ook bij Europese wedstrijden van Nederlandse clubs of wedstrijden van het Nederlands elftal die gespeeld worden op het moment dat Giro 555 wordt opengesteld.

## Historie
De eerste keer dat Nederland een Nationale Actie hield was in 1984 vanwege hongersnood in Afrika. Dit initiatief kreeg een vervolg in 1987 toen Afrika Nu! werd georganiseerd. In 1989 zijn negen ontwikkelingsorganisaties een verdergaande samenwerking aangegaan onder de naam: de Samenwerkende Hulporganisaties en in 2009 werd een formele stichting opgericht om de samenwerking te formaliseren.
Sinds de start van de samenwerking zijn 45 Nationale Acties georganiseerd. Zo organiseerde de SHO acties voor Bam (Iran), Darfur, de aardbeving en tsunami in de Indische Oceaan op tweede kerstdag 2004 en in oktober 2005 voor de aardbeving in Pakistan, India en Afghanistan. De Tsunami in 2004 leverde een recordbedrag van € 208 miljoen op. Begin 2010 voerde de SHO actie voor Haïti. Daarbij werd op 21 januari een landelijke actie gehouden op radio en televisie. Gedurende deze actie werd ruim 41 miljoen euro opgehaald door het publiek. Door een verdubbeling, beloofd door minister Bert Koenders, kwam dit bedrag op 83,4 miljoen euro. Zelfs na de actiedag bleven de giften binnenstromen en met ruim € 111 miljoen is dit de op één na grootste actie ooit.
Eind 2010 werd 27,5 miljoen euro opgehaald voor de overstroming in Pakistan. Bijzonder was de rol van de sociale media. Eerst was er scepsis en niet genoeg draagvlak voor een actie. Maar via Twitter werd de oproep 'open giro 555' steeds luider waardoor er toch een actie en een televisieprogramma kwam, met een telefoonpanel met bekende Nederlanders. Bekende Nederlanders met veel twitter-volgers speelden een belangrijke rol om het draagvlak te vergroten.
In juli 2011 werd een nieuwe actie gestart voor de Honger in de Hoorn van Afrika. De aard van deze actie was anders: er was geen plotselinge ramp. Het gebied was al jaren een probleemgebied. Toch werd besloten geld in te zamelen om een ergere ramp te voorkomen. Eind september 2011 was 25 miljoen euro binnengekomen op het gironummer.
Maart 2013 werd aan het Nederlandse publiek financiële steun gevraagd onder het motto 'Help slachtoffers Syrië'. Om meer dan vier miljoen Syriërs in het land en de buurlanden te voorzien van hulp zoals voedsel, medicijnen, drinkwater en kleding. De situatie is complex door de heersende burgeroorlog.
November 2013 werd aan het Nederlandse publiek financiële steun gevraagd voor de slachtoffers van de ramp met de tyfoon Haiyan in de Filipijnen.
Een jaar later, in november 2014 werd financiële steun gevraagd voor de slachtoffers van de ebola-epidemie in de West-Afrikaanse landen Sierra Leone, Liberia en Guinee. Dit was de eerste keer dat Giro555 werd opengesteld voor de slachtoffers van een ziekte. Op 28 november 2014 werd er een nationale televisieactie gehouden, gepresenteerd door Rik van de Westelaken en Nance Coolen.
Een half jaar later, in april 2015, werd financiële steun gevraagd voor de slachtoffers van de zware aardbeving in Nepal. De nationale radio- en televisieactie hiervoor wordt gehouden op 1 mei 2015. Deze dag markeerde het begin van een actieweek die tot 8 mei duurde. Op die dag wordt de eindstand van de week bekendgemaakt. Deze actie kende in tegenstelling tot eerdere acties geen belpanel. In plaats daarvan riepen de BN-ers via sociale media op om donaties te doen.
In maart 2017 werd net als in 2011 financiële steun gevraagd voor de slachtoffers van hongersnood in Afrika en Jemen. Er heerste daar door droogte en conflict een ernstig voedseltekort waardoor veel mensen dreigden te sterven. In totaal wordt € 35 miljoen opgehaald voor slachtoffers in acht verschillende landen.
In oktober 2018 wordt er hulp gevraagd voor de slachtoffers van de aardbeving en tsunami op Sulawesi (Celebes). Hiervoor werd op 10 oktober 2018 een landelijke radio- en televisieactie gehouden.
In augustus 2020 werd giro 555 opnieuw ingezet voor de ramp in Beiroet. Het opgehaalde geld wordt voornamelijk gebruikt om hulp te bieden aan slachtoffers en nabestaanden. Vrijdag 14 augustus 2020 werd een landelijke actiedag opgezet, maar deze was vanwege de coronacrisis online en op tv, zonder publiek, in tegenstelling tot eerdere acties. Hiermee was dit de eerste landelijke actiedag die zonder publiek werd gehouden.
Ook ten behoeve van de bestrijding van de wereldwijde coronacrisis werd giro 555 ingezet. Dit gebeurde in 2021. Giro 555 werd hierbij ingezet om de arme landen te helpen bij de vaccinaties, zodat ook in deze landen iedereen gevaccineerd kon worden voor COVID-19. Deze actie werd gehouden tijdens de vaccinatiecampagne. Mensen werden bij het vaccineren opgeroepen om geld te doneren aan giro 555. Ook reed een speciale actiebus langs alle vaccinatielocaties in Nederland.
In 2022 werd giro 555 vier dagen na het begin van de Russische invasie van Oekraïne geopend. Het gironummer werd gebruikt om de slachtoffers in Oekraïne te helpen. De landelijke radio- en tv-actie hiervoor werd gehouden op 7 maart 2022. Deze actie liep door tot en met 31 maart 2023, waarmee dit de langstlopende inzamelingsactie van de samenwerkende hulporganisaties was.
In 2023 werd giro 555 ingezet om hulp te vragen aan de slachtoffers van de aardbevingen in Turkije en Syrië. Op 15 februari 2023 werd hiervoor een landelijke radio- en tv-actie gehouden.
In oktober 2024 werd giro 555 ingezet om hulp te vragen voor de slachtoffers van het conflict in het Midden-Oosten tussen Libanon, Gaza, Jordanië, de Westelijke Jordaanoever, Israël en Syrië. Hiervoor werd op 16 oktober de landelijke radio- en tv-actie gehouden. Deze zag er net als in 2020 anders uit dan bij de andere acties. Zo waren er geen live-optredens en bestond het belpanel niet uit BN'ers, maar alleen uit medewerkers van de hulporganisaties waarbij zij indien nodig door BN'ers werden ondersteund. Op deze manier werd recht gedaan aan het conflict in het Midden-Oosten.

## Opbrengsten
| Jaar | Actie                                    | Opbrengst     |
| ---- | ---------------------------------------- | ------------- |
| 1984 | Één voor Afrika                          | € 44.000.000  |
| 1987 | Afrika Nu                                | € 23.400.000  |
| 1988 | Orkanen                                  | € 73.000      |
| 1988 | Sudan                                    | € 2.500.000   |
| 1988 | Bangladesh                               | € 499.000     |
| 1989 | Ethiopië                                 | € 8.200.000   |
| 1990 | Golfcrisis                               | € 42.000      |
| 1990 | Aardbeving Iran                          | € 2.500.000   |
| 1990 | Afrika sterft van de Honger              | € 17.300.000  |
| 1991 | Bangladesh                               | € 6.500.000   |
| 1991 | Burgeroorlog Irak                        | € 5.500.000   |
| 1991 | Golfoorlog                               | € 360.000     |
| 1992 | Joegoslavië en Somalië                   | € 9.400.000   |
| 1992 | Afrika                                   | € 18.400.000  |
| 1993 | India                                    | € 1.800.000   |
| 1994 | Rwanda                                   | € 35.800.000  |
| 1997 | Watersnood Oost-Europa                   | € 3.400.000   |
| 1998 | Sudan                                    | € 8.000.000   |
| 1998 | Bangladesh                               | € 940.000     |
| 1998 | Orkaan Mitch                             | € 37.200.000  |
| 1999 | Cycloon India                            | € 640.000     |
| 1999 | Turkije                                  | € 30.500.000  |
| 1999 | Kosovo                                   | € 52.000.000  |
| 2000 | Mozambique                               | € 10.800.000  |
| 2001 | Aardbeving India                         | € 9.500.000   |
| 2001 | Afghanistan                              | € 3.600.000   |
| 2002 | Honger in zuidelijk Afrika               | € 12.600.000  |
| 2003 | Irak                                     | € 700.000     |
| 2003 | Aardbeving Iran                          | € 8.500.000   |
| 2004 | Darfur                                   | € 11.900.000  |
| 2004 | Tsunami Azië                             | € 208.300.000 |
| 2005 | Aardbeving Pakistan                      | € 39.800.000  |
| 2006 | Overstroming Suriname                    | € 2.300.000   |
| 2006 | Aardbeving Java                          | € 4.200.000   |
| 2008 | Cycloon Birma                            | € 3.700.000   |
| 2010 | Overstroming Pakistan                    | € 27.500.000  |
| 2010 | Aardbeving Haïti                         | € 111.000.000 |
| 2011 | Droogte Hoorn van Afrika                 | € 25.000.000  |
| 2013 | Help slachtoffers Syrië                  | € 5.041.000   |
| 2013 | Help slachtoffers Filipijnen             | € 36.302.770  |
| 2014 | Stop de Ebola-ramp                       | € 10.571.696  |
| 2015 | Nederland helpt Nepal                    | € 25.209.817  |
| 2017 | Slachtoffers hongersnood Afrika en Jemen | € 35.045.902  |
| 2018 | Nederland helpt Sulawesi                 | € 15.580.597  |
| 2020 | Explosie Beiroet                         | € 15.198.181  |
| 2020 | Samen in actie tegen Corona              | € 9.357.256   |
| 2022 | Oorlog Oekraïne                          | € 184.558.818 |
| 2023 | Aardbeving Turkije en Syrië              | € 128.157.109 |
| 2024 | Slachtoffers conflict Midden-Oosten      | n.n.b.        |

## Deelnemers
De deelnemende organisaties zijn:
- CARE Nederland
- Cordaid
- Kerk in Actie
- Het Nederlandse Rode Kruis
- Oxfam Novib
- Plan International Nederland
- Stichting Vluchteling
- Terre des Hommes
- UNICEF
- World Vision

Voorheen deelnemende organisaties zijn:
- Artsen zonder Grenzen (tot 15 februari 2006) [10]
- Save the Children (tot 2024)[11]
- Tear (tot begin 2012)

## IBAN
Als IBAN is giro 555 een stuk langer: NL08INGB0000000555. Giro555 is echter vrijgesteld van het gebruik van IBAN, binnen Nederland kunnen gevers volstaan met 555.

## Kritiek op Samenwerkende Hulporganisaties
Het televisieprogramma TROS Radar beweerde in de uitzending van 9 mei 2005 naar aanleiding van de hulpactie voor het door een aardbeving en tsunami getroffen Azië dat veel gedoneerd geld niet op de plaats van bestemming kwam. SHO ontkende dit en verweet TROS Radar een tekortschietende journalistiek.
Volgens de SHO gelden er strenge regels om als organisatie deel te nemen aan Giro555. Zo moeten organisaties het keurmerk van het Centraal Bureau Fondsenwerving bezitten. Aan de besteding van de SHO-gelden zijn ook regels verbonden, bijvoorbeeld over de zogenaamde apparaatskosten. Dit zijn kosten die een organisatie maakt voor onder andere het beoordelen van projectvoorstellen, administratie, evaluatie, controle en rapportages. Deze kosten mogen niet hoger zijn dan 7%. De SHO geeft aan maar een klein secretariaat te hebben. Het voorzitterschap en het actievoorzitterschap rouleert onder de Deelnemende Hulporganisaties. Tijdens een Nationale Actie wordt een beroep gedaan op de medewerkers van de organisaties van de actievoorzitter en de overige deelnemers en er werken vrijwilligers mee.
Veel bedrijven verlenen daarbij belangeloos hun medewerking. Het maken van de nieuwe website Giro555 was bijvoorbeeld een gift van een websitebedrijf. Werving zoals T-shirts wordt ook vaak gratis gegeven. Sommige betalingsmethodes zoals IDEAL rekenen normaal gesproken transactiekosten, maar deze kosten worden niet of in mindere mate in rekening gebracht voor Giro555.

## Overige acties
- In september 2017 werd hulp gevraagd aan de slachtoffers van de orkaan Irma op het eiland Sint Maarten. Voor deze actie is niet Giro555, maar Giro 5125 gebruikt, aangezien deze alleen door het Rode Kruis werd georganiseerd en de overige organisaties niet of nauwelijks operationeel zijn op Sint Maarten. De landelijke radio- en televisieactie hiervoor werd op 15 september 2017 gehouden. In totaal werd met deze actie € 19.900.000,- opgehaald.
- In september 2023 vonden twee rampen na elkaar plaats. Op 8 september werd Marokko getroffen door een aardbeving en op 12 september werd Libië getroffen door een zware storm. Voor beide rampen werd door het Rode Kruis een apart gironummer geopend, Giro 6868 voor Marokko en Giro 7447 voor Libië. Voorafgaand aan alle voetbalwedstrijden die na de rampen gespeeld werden, werd 1 minuut stilte gehouden ter nagedachtenis aan alle slachtoffers. Voor Marokko werd op 15 september ook een tv-actie gehouden, Samen voor Marokko. In dit programma werden verhalen verteld van nabestaanden van slachtoffers. Verder konden mensen doneren op Giro 6868.
- Begin april 2025 waren er twee zware aardbevingen in Myanmar en Thailand. Hiervoor werd Giro 7244 geopend door het Rode Kruis.